# Teleiopsis brevivalva
Teleiopsis brevivalva is een vlinder uit de familie van de tastermotten (Gelechiidae). De wetenschappelijke naam van de soort is voor het eerst geldig gepubliceerd in 1988 door Pitkin.